# Елмор Леонард
Елмор Джон Леонард-молодший (англ. Elmore John Leonard; 11 жовтня 1925, Новий Орлеан — 20 серпня 2013, Детройт) — американський письменник і сценарист, майстер кримінальної літератури та вестернів, твори якого відрізняються енергійними діалогами, персонажами-невдахами та лаконічним гумором. У пресі часто іменувався «одним з найбільших» та «найбільш впізнаваних» американських кримінальних письменників в історії.
Багато романів та оповідань Леонарда були екранізовані. Найвідоміші з них — «Знайти коротуна», «Джекі Браун», «Будь крутішим!», а також «Потяг до Юми». 2010 року на світові телеекрани вийшов серіал «Правосуддя», заснований на кількох творах Леонарда.

## Біографія
Батько Леонарда працював у General Motors землеміром, що змушувало сім'ю постійно переїздити з місця на місце. Народившись у Новому Орлеані, Леонард прожив там недовго: сімейство кочувало до тих пір, поки 1934 року не осіло у Детройті, штат Мічиган.
Саме цей час найбільше вплинув на Елмора, і — більше того — надалі цей вплив знайшов своє відображення у багатьох його роботах. Заголовки національних газет тих років рясніли іменами гангстерів подібне до Бонні та Клайда і бейсболістів «Детройтських Тигрів»: Бонні та Клайд, відомі своїми «подвигами» всій Америці були вбиті 1934 року. А «Тигри» у тому ж 1934 році вийшли до Світової Серії. Спорт та зброя стали захопленнями Леонарда на все життя.
1943 року Леонард закінчив Єзуїтську школу при Детройтському університеті.
У літературу прорвався у 1950-х роках, періодично видаючи свої вестерни. Потім почав працювати у детективному жанрі та писати сценарії. Отримав схвалення критиків за неприкрашений реалізм та сильні діалоги. Елмор Леонард проживав в окрузі Окленд, штат Мічиган.
Помер 20 серпня 2013 року у Детройті, так і не оговтавшись після тяжкого інсульту.

## Твори
- Мисливці за головами (1953)
- Закони в Рандадо (1954)
- Escape from Five Shadows (1956)
- Остання битва на шабельні річці (1959) (екранізація 1997)
- Відважний стрілець (1961) (екранізація 1967)
- Велика крадіжка (1969) (екранізація 1969 і 2004)
- The Moonshine War (1969) (екранізація 1970)
- Вальдес йде (1970) (екранізація 1971)
- Forty Lashes Less One (1972)
- Містер Мажестик (1974) (екранізація 1974)
- Fifty-Two Pickup (1974) (екранізація 1986)
- Swag (1976)
- Unknown man No. 89 (1977)
- The Hunted (1977)
- The Switch (1978)
- Gunsights (1979)
- City Primeval (1980)
- Золотий берег (1980) (екранізація 1997)
- Зруйнований образ (1981) (екранізація 1992)
- Мисливець на кішок (1982) (екранізація 1989)
- Stick (1983) (екранізація 1985)
- Ла Брава (1983)
- Глітц (1985)
- Бандити (1987)
- Touch (1987) (екранізація 1997)
- Freaky Deaky (1988)
- Наповал (1989)
- Знайти коротуна (1990) (екранізація 1995)
- Боб Максимум (1991) (екранізація 1998)
- Ромовий пунш (1992) (екранізація 1997, фільм «Джекі Браун»)
- Пронто (1993) (екранізація 1997)
- Riding the Rap (1995)
- Поза увагою[en] (1996) (екранізація 1998)
- Вільна Куба (1998)
- Будь крутіше! (1999) (екранізація 2005)
- Tonto Woman (1998)
- Pagan Babies (2000)
- Fire in the Hole (2001)
- When the Women Come Out to Dance (2002)
- Tishomingo Blues (2002)
- A Coyote's in the House (2003)
- Співучасники (Mr. Paradise) (2004)
- The Hot Kid (2005)